# Koile Sýrie

Provincie Koile Sýrie roku 210

Koile Sýrie, latinsky Cœlē Syria, řecky Κοίλη Συρία, byla provincie Římské říše. Založil ji roku 198 císař Septimius Severus, když rozdělil dosavadní provincii Sýrie na provincie dvě – vedle Koile Sýrie byla další novou provincií Sýrie Fénicie (Syria Phoenīcē). Ve 4. století byla Koile Sýrie rozdělena na provincie Syria Prima a Syria Secunda. Krátce na to ale obě zanikly. Hlavním městem Koile Sýrie byla Antiochie. Provincie se rozkládala na území dnešního Turecka a Sýrie. Pojem Koile se obvykle nepřekládá. Překlad by zněl nejspíše „Dutá Sýrie“, ovšem je široce přijímáno, že řecký termín Koile vznikl převzetím místního termínu, jehož základem je aramejské kul, což znamená „všechno, celek“. Slovo tedy spíše asi odkazovalo ke komplexnosti. Je ale také možné, že vzniklo prostřednictvím lidové etymologie odkazující na „dutinu“ údolí Bikáa mezi pohořími Libanon a Antilibanon.